# Cicatrion constricticolle
Cicatrion constricticolle là một loài bọ cánh cứng trong họ Cerambycidae.